# Marasmianympha eupselias
Marasmianympha eupselias is een vlinder uit de familie van de grasmotten (Crambidae), uit de onderfamilie van de Spilomelinae. De wetenschappelijke naam van deze soort is voor het eerst voorgesteld als Aulacodes eupselias door Edward Meyrick in een publicatie uit 1929.
De soort komt voor op de Marquesaseilanden.